# 11 luglio
L'11 luglio è il 192º giorno del calendario gregoriano (il 193º negli anni bisestili). Mancano 173 giorni alla fine dell'anno.

## Eventi
- 472 – In un disperato tentativo di salvarsi Antemio, imperatore romano d'Occidente, si nasconde dentro la basilica di San Pietro, ma viene trovato e decapitato sul posto
- 1302 – Battaglia degli speroni dorati: le città fiamminghe battono il re di Francia Filippo IV
- 1346 – Carlo IV di Lussemburgo viene eletto imperatore del Sacro Romano Impero
- 1533 – Re Enrico VIII d'Inghilterra con l'arcivescovo Thomas Cranmer vengono scomunicati da papa Clemente VII (la scomunica verrà formalmente pubblicata tempo dopo)
- 1576 – Martin Frobisher avvista la Groenlandia
- 1616 – Samuel de Champlain ritorna in Québec
- 1690 – Battaglia del Boyne
- 1708 – La Grande Alleanza sconfigge il Regno di Francia e l’Elettorato di Baviera nella battaglia di Oudenaarde
- 1740 – Gli ebrei vengono espulsi dalla Piccola Russia
- 1750 – Halifax viene quasi completamente distrutta da un incendio
- 1776 – Il capitano James Cook inizia il suo terzo viaggio
- 1801 – L'astronomo francese Jean-Louis Pons scopre la prima delle sue 37 comete
- 1804 – Durante un duello, il vicepresidente statunitense Aaron Burr uccide il segretario del tesoro Alexander Hamilton
- 1811 – Lo scienziato italiano Amedeo Avogadro spedisce i suoi scritti alla rivista Journal de Physique, de Chimie et d'Histoire naturelle di Jean-Claude Lamétherie, dove furono pubblicati nell'edizione del 14 luglio 1811 con il titolo Essai d'une manière de déterminer les masses relatives des molecules élémentaires des corps, et les proportions selon lesquelles elles entrent dans ces combinaisons, base teorica della legge di Avogadro
- 1848 – Apre a Londra la stazione ferroviaria di Waterloo
- 1859 – Viene firmato l'Armistizio di Villafranca
- 1864 – Le forze confederate tentano l'invasione di Washington
- 1893 – Mikimoto Kōkichi  ottiene la prima perla coltivata
- 1895 – I Fratelli Lumière mostrano un film a degli scienziati
- 1897 – Salomon August Andrée lascia Spitsbergen per cercare di raggiungere il Polo nord con un pallone aerostatico; morirà in seguito allo schianto del pallone
- 1899 – Giovanni Agnelli fonda la FIAT a Torino
- 1914 – Babe Ruth debutta nella Major League Baseball
- 1920 Uccisione di Tommaso Gulli, comandante della Regia Nave Puglia e Medaglia d’Oro al Valor Militare, e del motorista Aldo Rossi, Medaglia d’Argento al Valor Militare, a Spalato
- 1921
  - La Mongolia ottiene l'indipendenza dalla Cina
  - Tregua richiesta durante la guerra d'indipendenza irlandese
- 1930 – Gli antifascisti Gioacchino Dolci e Giovanni Bassanesi sorvolano Milano e lanciano 150000 volantini contro il regime fascista
- 1940 – Seconda guerra mondiale: il Regime di Vichy viene istituito formalmente in Francia (Henri Philippe Pétain diventa primo ministro di Francia)
- 1943 – Seconda guerra mondiale: i tedeschi contrattaccano in Sicilia
- 1944 – Franklin Delano Roosevelt dichiara di voler concorrere per un quarto mandato come presidente degli Stati Uniti d'America
- 1955 – La frase In God We Trust ("Confidiamo in Dio") viene aggiunta su tutte le banconote statunitensi
- 1960
  - Il Dahomey (oggi Benin), l'Alto Volta (oggi Burkina Faso) e il Niger ottengono l'indipendenza
  - Harper Lee pubblica il romanzo Il buio oltre la siepe, immediatamente riconosciuto come un capolavoro della letteratura statunitense
- 1962
  - Nel corso della missione Vostok 3 il cosmonauta sovietico Andrijan Grigor'evič Nikolaev trascorre quattro giorni nello spazio
  - Prima trasmissione televisiva transatlantica via satellite
- 1963 – Nelson Mandela viene accusato di sabotaggio e altri crimini equivalenti al tradimento
- 1968 – Esce nelle librerie giapponesi il primo numero della rivista settimanale contenitrice di fumetti Shōnen Jump, post-datato in copertina al 1º agosto
- 1971 – Le miniere di rame del Cile vengono nazionalizzate
- 1975 – Gli archeologi cinesi completano gli scavi del grandioso mausoleo dell'imperatore Qin Shi Huang, all'interno del quale si trova il cosiddetto Esercito di terracotta, scoperto il 29 marzo dell'anno precedente[1]
- 1977 – Martin Luther King Jr. viene premiato postumamente con la Medaglia presidenziale della libertà
- 1979
  - La stazione spaziale Skylab rientra sulla Terra
  - Giorgio Ambrosoli, commissario liquidatore della Banca Privata Italiana, dopo aver testimoniato davanti a giudici statunitensi sui traffici di Michele Sindona, viene assassinato a Milano mentre rientra a casa
- 1982 – La Nazionale di calcio dell'Italia vince il suo terzo titolo mondiale
- 1987 – Secondo le Nazioni Unite, la popolazione mondiale oltrepassa i 5 miliardi di individui
- 1991 – Eclissi solare totale visibile dalle isole Hawaii
- 1995
  - I serbi bosniaci catturano la città musulmana di Srebrenica: molti degli abitanti vengono assassinati
  - Vengono stabilite piene relazioni diplomatiche fra Stati Uniti d'America e Vietnam
- 2002 – La rivista Nature presenta ufficialmente i resti fossili di una nuova specie di ominidi, Sahelanthropus tchadensis, o più familiarmente "Toumaï", scoperta in Ciad
- 2004 – Alle ore 22:21 viene scaricato legalmente da iTunes Store il brano musicale numero 100 000 000, ovvero Somersault (Dangermouse remix) degli Zero 7; il primo era stato scaricato 441 giorni prima il 28 aprile 2003 (con una media di più di 220 000 brani scaricati al giorno)[2]
- 2006  –  Attacchi terroristici sconvolgono la città indiana di Mumbai e causano oltre 180 morti
- 2010 – La Nazionale di calcio della Spagna vince il suo primo titolo mondiale
- 2021 – A Londra l'Italia batte l'Inghilterra per 3-2 dopo i calci di rigore nella finale degli Europei di calcio 2020 (1-1 dopo i tempi supplementari); è il secondo titolo europeo conquistato dagli Azzurri, cinquantatré anni dopo quello di Italia '68

## Nati
Ci sono circa 1 070 voci su persone nate l'11 luglio; vedi la pagina Nati l'11 luglio per un elenco descrittivo o la categoria Nati l'11 luglio per un indice alfabetico.

## Morti
Ci sono circa 450 voci su persone morte l'11 luglio; vedi la pagina Morti l'11 luglio per un elenco descrittivo o la categoria Morti l'11 luglio per un indice alfabetico.

## Feste e ricorrenze

### Civili
Internazionali:
- Giornata mondiale della popolazione[3]

Nazionali:
- Belgio (parzialmente) - Giorno delle Fiandre (1302)
- Benin - Festa dell'indipendenza (1960)
- Bosnia - Giornata internazionale di riflessione e commemorazione del genocidio di Srebrenica
- Burkina Faso - Festa dell'indipendenza (1960)
- Irlanda - Giornata nazionale della commemorazione, si tiene nella domenica più vicina a questa data
- Mongolia - Festa del Naadam
- Niger - Festa dell'indipendenza (1960)

### Religiose
Cristianesimo:
- San Benedetto da Norcia, abate, patrono d'Europa
- Sant'Abbondio di Cordova, martire
- Sante Anna An Xinzhi, Mattia An Guozhi, Anna An Jiaozhi e Maria An Lihua, vergini e martiri
- San Bertrando di Grand-Selve (Betrando), abate
- San Chetillo, sacerdote
- San Drostan, monaco
- Sant'Idulfo di Moyenmoutier, vescovo
- San Leonzio II, vescovo di Bordeaux
- Santa Marciana di Cesarea di Mauritania, martire
- San Marciano di Iconio, martire
- Sant'Olga di Kiev, granduchessa
- San Pio I, papa
- San Savino di Antigny, martire
- Santi Sigisberto e Placido, monaci
- Beato Antonio Muller, mercedario
- Beate Teotista del Ss. Sacramento (Maria Elisabetta Pelissier) e 3 compagne, vergini e martiri
- Beati Tommaso Benstead e Tommaso Sprott, martiri

Religione romana antica e moderna:
- Ludi Apollinari, settimo giorno